# デビル紫 (全日本プロレス)
デビル紫（デビルむらさき、生年月日不詳 - )は、日本のプロレスラー。全日本プロレスで活動するユニット・PURPLE HAZE（パープル・ヘイズ）のメンバー。
国際プロレスで活動したデビル紫とは別人である。

## 来歴
2021年6月2日「2021 Jr. BATTLE OF GLORY」1回戦に出場し、阿部史典戦でデビュー。PURPLE HAZE所属となる。リングネーム、覆面レスラーである点こそ国際プロレスのデビル紫を踏襲しているが、マスクデザインやキャラクター性は異なり、全日本プロレス版のデビル紫は怪奇派の位置づけである。
Jr. BATTLE OF GLORYでは1日目の1回戦で敗退。2日目となる6月3日はTAJIRI、大森北斗、イザナギと組みスペシャル8人タッグマッチに出場。以降、シリーズ終了とともに出場は途切れるが、7月15日神奈川・横浜市保土ヶ谷公会堂大会に出場し、ゼウス、イザナギと組み初のPURPLE HAZE純正トリオでの出場となる（CIMA、エル・リンダマン、鬼塚一聖組に敗退）。
同年8月15日開幕の無差別級トーナメント・王道トーナメントにも参加したが、TAJIRIに敗れ1回戦で敗退した。同年の世界最強タッグ決定リーグ戦にもイザナギとのチームで参戦したが、勝ち点ゼロに終わり、以降は参戦していない。

## 得意技
原始的な反則攻撃、ラフファイトを使用する。
- ブレーンクロ―
- 噛みつき攻撃